# Truyền thuyết ngọn hải đăng cổ
Truyền thuyết ngọn hải đăng cổ (tiếng Nga: Легенда о старом маяке) là một phim hoạt họa về Chiến tranh Vệ quốc do Vitold Bordsilovsky đạo diễn, xuất phẩm năm 1976 tại Moskva.

## Nội dung
Ở một vịnh nọ có ngọn hải đăng cũ kĩ vẫn soi biển hằng đêm. Đến một dạo, khi quân phát xít kéo vào chiếm hải đăng và cản bước tiến của hạm đội Tô Duy.
Bộ tư lệnh Tô Liên bèn phái một chiến sĩ bí mặt thâm nhập bằng xuồng con để dọn đường cho một cuộc tổng phản công. Không may, anh bị bọn Đức phát hiện và bắn tổn thượng.
Anh chiến sĩ tưởng hi sinh đến nơi, may thay có một cô bé và một cậu bé tìm cách cứu anh, đưa vào bờ săn sóc. Phục hồi, anh bèn bày kế cho hai em nhỏ cùng tham gia công tác phá hoại kẻ thù, chuẩn bị cho cuộc tổng tiến công của hồng quân.

## Kĩ thuật
Phim được thực hiện tại Moskva năm 1975.

### Sản xuất
- Thiết kế: Vladimir Sobolev
- Phụ tá: Tatyana Dombrovskaya
- Âm nhạc: Aleksandr Gradsky, Yevgeny Agranovich, Natalya Konchalovskaya
- Âm thanh: Vladimir Kutuzov
- Họa sĩ: Dmitry Anpilov
- Hoạt họa: Anatoly Abarenov, Vladimir Arbekov, Nikolay Kukolev, Iosif Kuroyan, Viktor Likhachyov, Tatyana Pomerantseva, Oleg Safronov, Vladimir Shevchenko, Vladimir Zarubin

### Diễn xuất
- Tamara Dmitryeva... Tự thuật viên
- Marya Vinogradova... Cậu bé
- Lidya Katayeva... Cô bé
- Garri Bardin... Anh thủy thủ

## Nhạc nền
- Bài ca hải âu (Песня о чайке)
- Biển (Море)